# Kökerstraße 10 (Gütersloh)

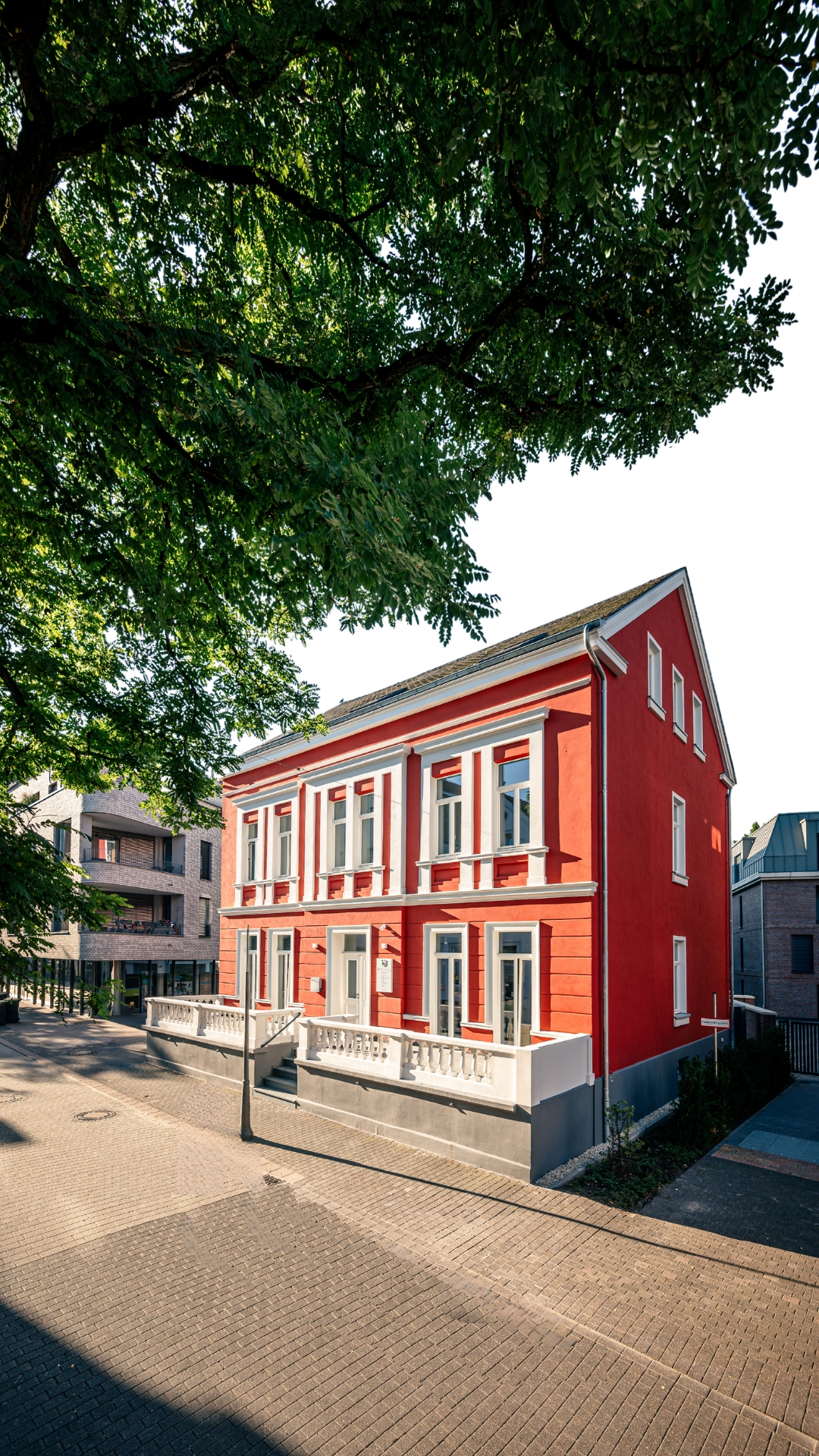
Kökerstraße 10

Kökerstraße 10 ist ein denkmalgeschütztes Gebäude in der Innenstadt der ostwestfälischen Stadt Gütersloh im nordrhein-westfälischen Kreis Gütersloh. Es befindet sich in zentraler Lage nahe dem Berliner Platz und ist ein Beispiel für den klassizistischen Baustil des späten 19. Jahrhunderts.

## Geschichte
Das Gebäude wurde im Jahr 1891 errichtet und diente ursprünglich als Gastwirtschaft. Über die Jahrzehnte hinweg beherbergte es verschiedene gastronomische Betriebe, darunter den „Westfälischen Hof“ und später das Restaurant „Piano“. In den 1990er- und 2000er-Jahren war dort die Gütersloher Kneipe „Fasan“ ansässig, die sich als beliebter Treffpunkt in der Innenstadt etablierte.
Nach einer Phase des Leerstands wurde das Gebäude umfassend saniert. Seit 2024 befindet sich darin eine Rechtsanwaltskanzlei.

## Architektur und Denkmalschutz
Das Gebäude ist im klassizistischen Stil errichtet und durch seine prägnante Fassade ein Blickfang in der Fußgängerzone. Es steht unter Denkmalschutz und ist unter der Nummer A253 in der Denkmalliste der Stadt Gütersloh eingetragen.